# An Thạnh, thành phố Hồng Ngự
An Thạnh là một phường thuộc thành phố Hồng Ngự, tỉnh Đồng Tháp, Việt Nam.

## Địa lý
Phường An Thạnh nằm ở trung tâm thành phố Hồng Ngự, có vị trí địa lý: 
- Phía đông giáp xã Bình Thạnh
- Phía tây giáp phường An Lạc và huyện Hồng Ngự
- Phía nam giáp phường An Lộc
- Phía bắc giáp xã Tân Hội.

Phường có diện tích 4,70 km², dân số năm 2008 là 17.074 người, mật độ dân số đạt 3.632 người/km².

## Hành chính
Phường An Thạnh được chia thành 9 khóm: 1, 2, 3, 4, 5, An Thành, Bình Hưng, Mương Nhà Máy và Cả Gốc.

## Lịch sử
Địa bàn phường An Thạnh trước đây là thị trấn Hồng Ngự, huyện lỵ huyện Hồng Ngự.
Ngày 22 tháng 4 năm 1989, Hội đồng Bộ trưởng ban hành Quyết định 41-HĐBT. Theo đó, điều chỉnh 139 ha diện tích tự nhiên và 2.540 người của xã Bình Thạnh về thị trấn Hồng Ngự quản lý.
Sau khi điều chỉnh địa giới hành chính, thị trấn Hồng Ngự có 429 ha diện tích tự nhiên và 16.715 người.
Ngày 30 tháng 11 năm 2004, Chính phủ ban hành Nghị định 194/2004/NĐ-CP. Theo đó, điều chỉnh 400,54 ha diện tích tự nhiên và 7.811 người của xã An Bình A (thuộc địa giới hành chính phường An Lộc ngày nay) về thị trấn Hồng Ngự quản lý.
Ngày 23 tháng 12 năm 2008, Chính phủ ban hành Nghị định 08/NĐ-CP. Theo đó:
- Thành lập thị xã Hồng Ngự trên cơ sở toàn bộ diện tích, dân số của thị trấn Hồng Ngự và các xã An Bình A, An Bình B, Bình Thạnh, Tân Hội và một phần diện tích, dân số của xã Thường Lạc thuộc huyện Hồng Ngự.
- Thành lập phường An Lộc thuộc thị xã Hồng Ngự trên cơ sở điều chỉnh 400,14 ha diện tích tự nhiên và 14.534 người của thị trấn Hồng Ngự
- Thành lập phường An Thạnh thuộc thị xã Hồng Ngự trên cơ sở điều chỉnh 470,10 ha diện tích tự nhiên và 17.074 người còn lại của thị trấn Hồng Ngự.

Ngày 18 tháng 9 năm 2020, Ủy ban Thường vụ Quốc hội ban hành Nghị quyết 1003/NQ-UBTVQH14 thành lập thành phố Hồng Ngự trên cơ sở toàn bộ diện tích và dân số của thị xã Hồng Ngự, phường An Thạnh thuộc thành phố Hồng Ngự như hiện nay.